# Lijst van wapens van voormalige Gelderse gemeenten
Dit artikel bevat een lijst van wapens van voormalige Gelderse gemeenten. De lijst is alfabetisch gesorteerd.

## A

Wapen van Aalten (1818)
Wapen van Aalst
Wapen van Ammerzoden
Wapen van Angerlo
Wapen van Appeltern

## B

Wapen van Barneveld (1816)
Wapen van Batenburg
Wapen van Beesd
Wapen van Beltrum
Wapen van Bemmel
Wapen van Bergharen[1] (voor 1953)
Wapen van Bergharen (1953)
Wapen van Beusichem
Wapen van Borculo
Wapen van Brakel
Wapen van Buurmalsen

## D

Wapen van Deil
Wapen van Didam (1912)
Wapen van Didam (1981)
Wapen van Dinxperlo
Wapen van Dodewaard
Wapen van Doornspijk
Wapen van Dreumel
Wapen van Driel
Wapen van Druten (1818)

## E

Wapen van Echteld
Wapen van Eibergen
Wapen van Elburg (1816)
Wapen van Elst
Wapen van Est en Opijnen
Wapen van Everdingen
Wapen van Ewijk

## G

Wapen van Gameren
Wapen van Geldermalsen (1918)
Wapen van Geldermalsen (1978)
Wapen van Geesteren
Wapen van Gendringen
Wapen van Gendt
Wapen van Gorssel
Wapen van Groenlo
Wapen van Groesbeek

## H

Wapen van Haaften
Wapen van Hedel
Wapen van 's-Heerenberg
Wapen van Heerewaarden
Wapen van Hemmen
Wapen van Hengelo
Wapen van Herwen en Aerdt
Wapen van Herwijnen
Wapen van Heteren
Wapen van Hoevelaken
Wapen van Horssen
Wapen van Huissen
Wapen van Hummelo en Keppel
Wapen van Hurwenen per 1906
Wapen van Hurwenen per 1907

## K

Wapen van Keppel
Wapen van Kerkwijk
Wapen van Kesteren

## L

Wapen van Laren
Wapen van Lichtenvoorde
Wapen van Lienden
Wapen van Lingewaal
Wapen van Lochem (1816)
Wapen van Lochem (1956)
Wapen van Lochem (1972)

## M

Wapen van Maurik
Wapen van Millingen aan de Rijn (1929)
Wapen van Millingen aan de Rijn (1947)

## N

Wapen van Neede
Wapen van Nederhemert
Wapen van Neerijnen
Wapen van Netterden
Wapen van Niftrik
Wapen van Nijbroek

## O

Wapen van Ophemert
Wapen van Overasselt

## P

Wapen van Pannerden
Wapen van Poederoijen

## R

Wapen van Renkum
Wapen van Rossum
Wapen van Rijnwaarden
Wapen van Ruurlo

## S

Wapen van Steenderen

## T

Wapen van Terborg
Wapen van Twello

## U

Wapen van Ubbergen

## V

Wapen van Valburg
Wapen van Valburg
Wapen van Varik
Wapen van Vorden (1816)
Wapen van Vorden (1924)
Wapen van Vuren

## W

Wapen van Waardenburg
Wapen van Wadenoijen
Wapen van Wamel
Wapen van Warnsveld
Wapen van Wehl
Wapen van Wisch

## Z

Wapen van Zeddam
Wapen van Zelhem
Wapen van Zoelen
Wapen van Zuilichem
Wapen van Zutphen (1816)